# مسجد جامع گرگان
مسجد جامع گرگان از بناهای تاریخی شهر گرگان است. این مسجد در کنار بازار اصلی نعلبندان این شهر قرار دارد. این مسجد در عصر سلجوقیان ساخته شده و دارای منارههای کروی است که روی آن کتیبه‌ای به خط کوفی قرار دارد.
مسجد جامع گرگان با مناره‌ای گرد و آجری، منبر منبت کاری شده دوره تیموری و دو لنگه درب چوبی با معرق‌کاری کم نظیر موزه‌ای از ادوار گوناگون تاریخ استرآباد از دوره سلجوقی تا امروز است که همچنان در میان محله کهن نعلبندان و ورودی بازار قدیمی این شهر جای گرفته است.
قدیمی‌ترین سنگ‌نبشتههای متصل به دیوار ایوان غربی این مسجد مربوط به پیش از دوره حکومت صفویان بر ایران و متعلق به دوره حکمرانی قره‌قویونلوها است. قدیمی‌ترین سنگ‌نبشته‌هایی که به دیوار ایوان غربی متصل بوده مربوط به دوره قره‌قویونلوها است. یکی از قدیمی‌ترین سنگ‌نبشته‌ها به فرمانی از دوره شاه طهماسب صفوی تعلق دارد. پلان ایوان و مکان جای‌گیری آن طبق کاوش‌های باستان‌شناسی و برخی آثاری که از کف‌سازی‌هایی آن به دست آمده، مربوط به قرون اولیه اسلامی است.
در دی ۱۳۳۳ مسجد جامع گرگان بر اثر زمین‌لرزه شکست برداشت که با کمک شیر و خورشید، ترمیم شد. هم اکنون مصالح سازه بنا به علت شرایط خاک منطقه و دیرینگی بنا دچار فرسایش شده و سطح مقطع آن کاهش پیدا کرده است ، بنا در خود فرونشسته و طاق دچار ترک شده است. طرحی برای تقویت پی و جرزها و تعویض ملات پودر شده لای جرزها پیشنهاد شده بود اما با آن موافقت نشد.